# Galumnoidea
Galumnoidea (лат.) — надсемейство клещей из подотряда панцирных (Brachypylina). Около 500 видов. Встречаются всесветно. Длина тела, как правило, менее 1 мм. При опасности клещи прикрывают ноги подвижными птероморфами, которые имеют вид крупных округлых «крыловидных» образований. Покровы обычно пигментированные и сильно склеротизованные. Гистеросома округлая или шаровидная, по размеру превосходит протеросому.. По другим взглядам семейство Parakalummidae иногда включают в состав надсемейства Oripodoidea Jacot, 1925. В ходе ревизии 2017 года выявлено 9 родов и 590 видов.
- Galumnellidae Piffl, 1970 — 5 родов и 43 вида[4]
- Galumnidae Jacot, 1925 — 34 рода и 547 видов[4]
- Parakalummidae Grandjean, 1936 — около 45 видов